# Ernst Kühn
Ernst Johan Charles Kühn  (født 8. november 1890 i København, død 31. december 1948 i Gentofte) var en dansk arkitekt.
Kühn blev uddannet som møbelsnedker i København og gennemgik Teknisk Skole, supplerede sin uddannelse som møbeltegner ved studieophold på kunstskoler i udlandet, bl.a. i München og Wien, og blev efter sin hjemkomst knyttet til tegnestuen hos firmaet Lysberg & Hansen og fik efterhånden den kunstneriske ledelse af firmaets produktion, tegnede møbler, inventar og kostbare interiører, navnlig i årene efter den 1. verdenskrig. Han tilegnede sig uden at have nogen egentlig arkitektuddannelse gennem disse opgaver sådanne forudsætninger, at han i begyndelsen af 1930'erne helt kunne slå ind på selvstændig arkitektvirksomhed. Foruden studierejserne i de unge år opholdt Kühn sig i perioder i Frankrig, England og USA, hvor han arbejdede rundt omkring på forskellige tegnestuer for boligindretning.
Ernst Kühn beskæftigede sig meget med gennemgribende ombygninger og moderniseringer. Han blev for alvor kendt i offentligheden, da han indbyggede Palladium Biografen i den gamle Industriforeningsbygning. Den blev eksempel på den første virkelige storstadsbiograf. Opgaven var svær, men det lykkedes at få en heldig rumudformning af forhallen og intimrestauranten Giraffen i forbindelse med biografen. Kühn anvendte siden denne model til lignende biograf- og teaterprojekter. Navnlig medvirkede han til en fornyelse af tilskuerrummets udformning.
Kühn var også særlig kendt for sine ombygninger og indretninger af restauranter og hoteller, der fik et præg af mondæn elegance, og han opbyggede efterhånden et større tegnestue, der lå i det moderne hus Vesterport. Kühn var en self-made mand, som forstod at arbejde sig ud af det tvivlsomme modepræg, som var tilegnet på de udenlandske skoler for interiørkunst. Kühn havde således et indgående kendskab til og interesse for stilarterne og deres historiske udvikling, hvilket han udnyttede ved restaureringer af slotte og ældre ejendomme. En væsentlig del af hans arbejder er alligevel præget af en vis mondæn elegance og et strejf af art deco – men den var også i nogen grad dikteret af bygherrernes og opgavernes art. Han nåede imidlertid – navnlig med Persilhuset – at vise, at han magtede en både sober og klar løsning på opgaven, når han fik friere hænder. Her viste han sine store evner til gennem detaljen og materialesammensætningen at nå til en harmonisk helhed.

## Værker

### Selvstændige værker
- Villa Koux for Edvard Koux, Øregårdsvænget 11, Hellerup (1935)
- Persilhuset, Vesterbrogade 2D/Jernbanegade, København (1940-42)
- Strandvejen 855, Klampenborg (1941, præmieret af Lyngby-Taarbæk Kommune)
- Opførelse og indretning af flere større privathuse i Danmark, Norge og Sverige

### Ombygninger og istandsættelser
- Modernisering af Marienlyst (1935, på ny istandsat 1946)
- Modernisering af Restaurant Nimb, Bernstorffsgade (1925, 1930 og 1943-46)
- Palladium indbygget i den gamle Industribygning med forhal og restaurant, Vesterbrogade 1 (1937-38, nedrevet 1977)
- Ombygning af World Cinema (1938)
- Platan Biografen (1938-39, ombygget 1959 af Ole Hagen og ombygget 1976 til supermarked)
- Modernisering af Heslehøj, Hellerup (1941)
- Ombygning af Apolloteatret efter schalburgtage 1945
- Ombygning af Frederiksberg Teater efter branden 1946
- Genopbygning og istandsættelse af Restaurant Wivex efter schalburgtage 1945
- Ombygning af Bellevue Strandhotel
- Ombygning af Ambassadeur, København
- Ombygning af Palmehaven i Hotel d'Angleterre, København
- Ombygning af af Røde Mølle i Oslo

### Restaureringer
- Restaurering af ejendommen Nørre Voldgade 48 (1943)
- Restaurering af Tølløse Slot (1944)
- Restaurering af herregården Bækkeskov (1944-47)